# Cantonul Gabarret
Cantonul Gabarret este un canton din arondismentul Mont-de-Marsan, departamentul Landes, regiunea Aquitania, Franța.

## Comune
| Comune                  | Populație (1999) | Cod poștal | Cod INSEE |
| ----------------------- | ---------------- | ---------- | --------- |
| Arx                     | 65               | 40310      | 40015     |
| Baudignan               | 46               | 40310      | 40030     |
| Betbezer-d'Armagnac     | 138              | 40240      | 40039     |
| Créon-d'Armagnac        | 306              | 40240      | 40087     |
| Escalans                | 248              | 40310      | 40093     |
| Estigarde               | 74               | 40240      | 40096     |
| Gabarret                | 1 217            | 40310      | 40102     |
| Herré                   | 137              | 40310      | 40124     |
| Lagrange                | 205              | 40240      | 40140     |
| Losse                   | 271              | 40240      | 40158     |
| Lubbon                  | 104              | 40240      | 40161     |
| Mauvezin-d'Armagnac     | 104              | 40240      | 40176     |
| Parleboscq              | 512              | 40310      | 40218     |
| Rimbez-et-Baudiets      | 93               | 40310      | 40242     |
| Saint-Julien-d'Armagnac | 116              | 40240      | 40265     |